# Villon (Francia)
Villon è un comune francese di 98 abitanti situato nel dipartimento della Yonne nella regione della Borgogna-Franca Contea.

## Storia
La città di Villon potrebbe coincidere con l'antico oppidum gallico del popolo dei Senoni, Vellaunodunum (Gaio Giulio Cesare, De bello Gallico, VII, 11) nel corso della conquista della Gallia dell'anno 52 a.C.

## Società

### Evoluzione demografica
Abitanti censiti